# Gutian-Konferenz

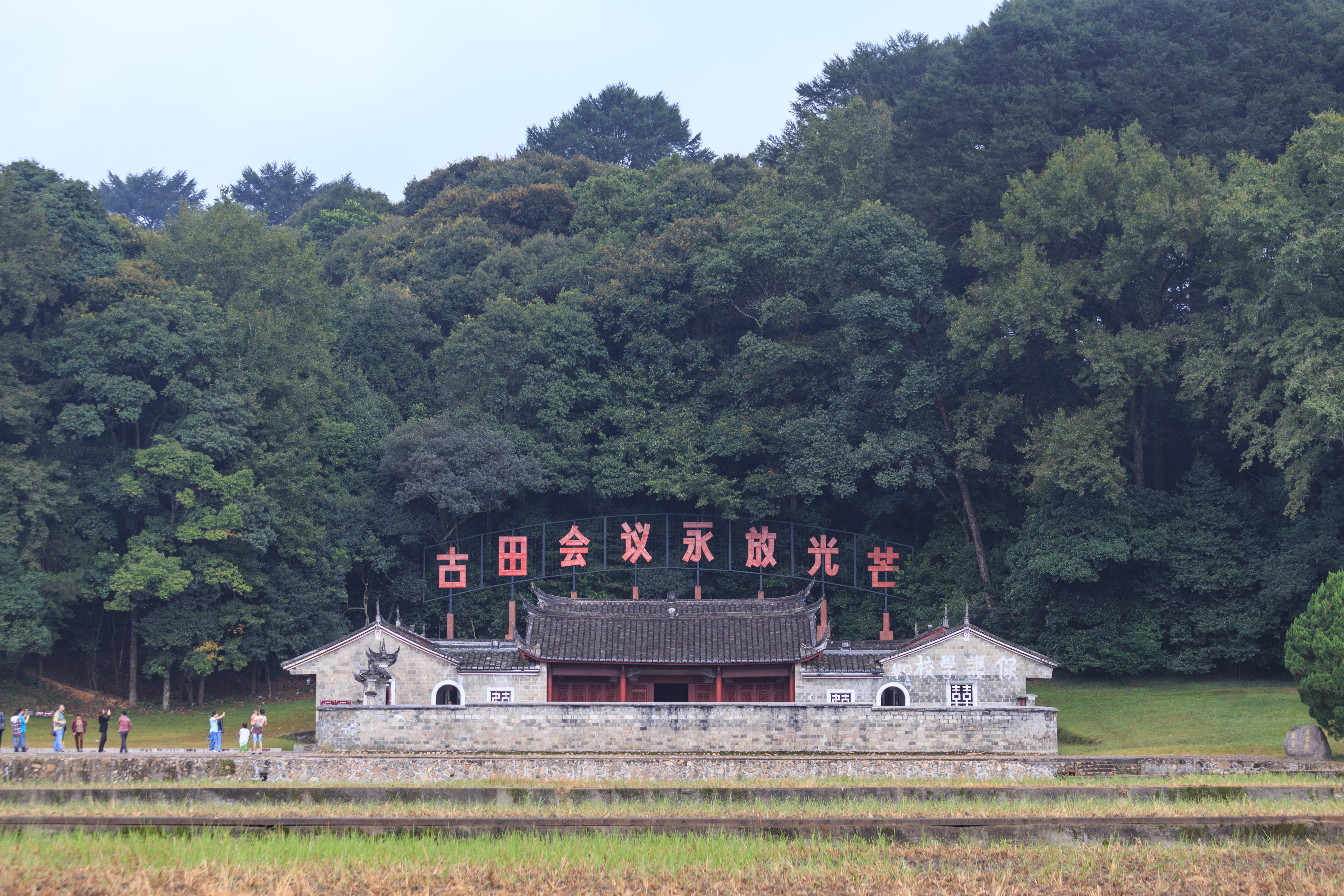
„Die Gutian-Konferenz wird für immer leuchten“ (Gǔtián huìyì yǒngfàngguāngmáng (Ort der Gutian-Konferenz))

Die 9. Konferenz des 4. Korps der Roten Armee der KP Chinas (chinesisch 中共红四军第九次代表大会, Pinyin Zhōnggòng Hóngsìjūn dì-jiǔ cì dàibiǎo dàhuì) fand Ende Dezember 1929 im Dorf Gutian, Kreis Shanghang, in der südostchinesischen Provinz Fujian statt. Auf diesem 9. Parteitag des 4. Korps der Roten Armee, der auch meist kurz als Gutian-Konferenz (chinesisch 古田會議 / 古田会议, Pinyin Gǔtián huìyì) oder Konferenz von Gutian  bezeichnet wird, wurde die Grundlage der politischen Arbeit der Armee der Kommunistischen Partei Chinas festgelegt, wodurch eine Volksarmee neuen Typs geformt wurde.

## Hintergrund
Der Streit zwischen Zhu De und Mao Zedong endete mit dem Treffen von Gutian, wobei Mao Zedong den Sieg errang und sich mit Zhu De versöhnte. Die Führung der 1. Frontarmee der Roten Armee der Arbeiter und Bauern Chinas, kurz Zentrale Rote Armee (中央红军,  Zhōngyāng Hóngjūn), war damit sichergestellt.
Mao Zedong präsidierte bei diesem Kongress und verfasste einen politischen Bericht und entwarf eine Resolution der Konferenz, die unter der Bezeichnung Resolution der Gutian-Konferenz (Gutian huiyi jueyi 古田会议决议) bekannt ist.

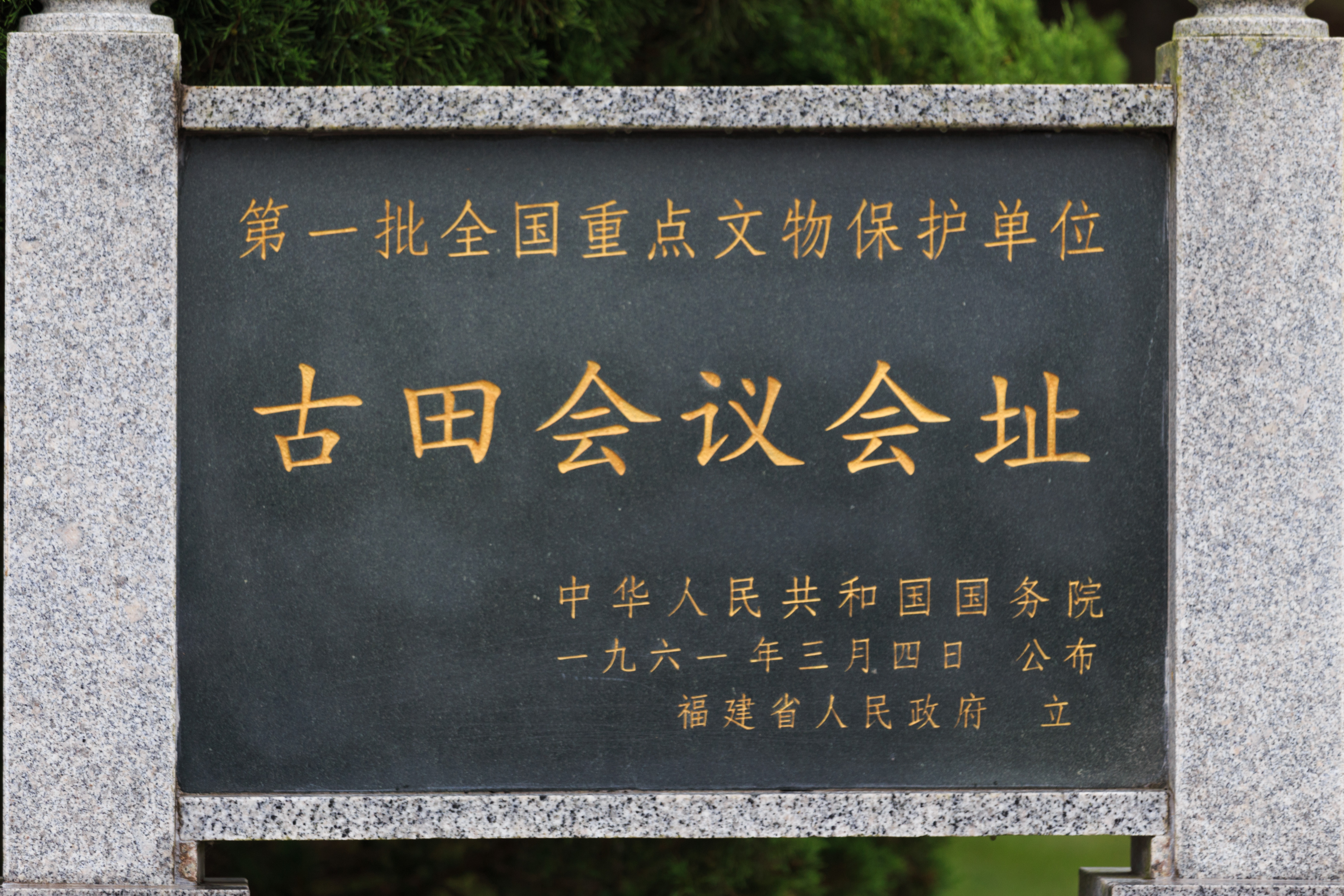
Stätte der Gutian-Konferenz (古田会议会址) Denkmal der VR China (1–18, 1961)

Die Stätte der Gutian-Konferenz (古田会议会址,  Gǔtián huìyì huìzhǐ) steht seit 1961 auf der chinesischen Denkmalliste (1–18).
Er ist heute auch eine der Nationalen Demonstrationsbasen für die patriotische Erziehung (全国爱国主义教育示范基地,  Quánguó àiguó zhǔyì jiàoyù shìfàn jīdì; engl. National Demonstration Bases for Patriotism Education), wobei er auch als ein Vorführzentrum für die patriotische Erziehung von Schulkindern dient.
Im Abschnitt „Über die extreme Demokratisierung“ der Schrift Über die Berichtigung falscher Ansichten in der Partei (Dezember 1929) stellt Mao fest, „daß die extreme Demokratisierung noch tief in den Köpfen vieler Genossen verwurzelt“ sei, und führt als Beweis dafür an „daß sich z. B. auf verschiedene Weise ein Widerstreben bei der Durchführung von Beschlüssen der Partei [zeige].“ Als Methoden der Berichtigung führt er als Erstes das Folgende an:

„Die Wurzeln der extremen Demokratisierung müssen von der Theorie her beseitigt werden. Vor allen Dingen muß man auf die Gefahr der extremen Demokratisierung hinweisen, nämlich darauf, daß diese die Parteiorganisation schädigt oder sogar völlig zerstört und die Kampfkraft der Partei schwächt oder sogar völlig untergräbt, so daß die Partei nicht mehr imstande ist, ihre Kampfaufgaben zu erfüllen, wodurch eine Niederlage der Revolution herbeigeführt wird. Ferner muß man feststellen, daß die Wurzeln der extremen Demokratisierung in der kleinbürgerlichen individualistischen Undiszipliniertheit zu suchen sind. Wenn diese Haltung in die Partei hineingetragen wird, so entwickelt sie sich politisch und organisatorisch zu ultrademokratischen Ansichten. Solche Ansichten sind mit den Kampfaufgaben des Proletariats von Grund aus unvereinbar.“

Die Aufgabe der bewaffneten Organisation der chinesischen Roten Armee sei (dieser Schrift zufolge), politische Aufgaben der Revolution auszuführen. Insbesondere dürfe 

„sie sich keinesfalls auf die reine Kriegführung beschränken; neben den Kriegsoperationen zur Vernichtung der militärischen Kräfte des Feindes sind ihr auch andere wichtige Aufgaben übertragen, nämlich: unter den Massen Propaganda zu treiben, sie zu organisieren und zu bewaffnen, ihnen bei der Errichtung der revolutionären Macht und bei der Gründung von Organisationen der Kommunistischen Partei zu helfen. Die Rote Armee führt nicht Krieg um des Krieges willen, sondern um unter den Massen eine Propaganda zu entfalten, sie zu organisieren und zu bewaffnen, ihnen bei der Errichtung der revolutionären Macht zu helfen; losgelöst von diesen Zielen, verliert der Krieg seinen Sinn und die Rote Armee ihre Existenzberechtigung.“